# Лицей Сисовата
Лицей Сисовата (кхмер. វិទ្យាល័យព្រះស៊ីសុវត្ថិ) — средняя общеобразовательная школа в Пномпене, Камбоджа. Основана в 1873 года как колледж, в 1933 году преобразована в лицей. Названа в честь короля Сисовата I.

## История
Школа была открыта в 1873 году по инициативе Франсуа Фонтена. Первоначальное название — Школа протектората (фр. Ecole du Protectorat); в 1883 году школа была переименована в Колледж Протектората (фр. Collège du Protectorat), в 1905 году — в Колледж Сисовата (фр. Collège Sisowath) — в честь короля Камбоджи Сисовата I. Во времена французского протектората учащихся готовили к службе в колониальной администрации, судах и органах местного самоуправления. В это время среди учащихся преобладали дети из семей вьетнамских иммигрантов. 
В 1933 году колледж был преобразован в Лицей Сисовата (кхмер. វិទ្យាល័យព្រះស៊ីសុវត្ថិ). Первый камбоджийский студент получил степень бакалавриата в 1939 году, всего к 1954 году стало бакалаврами 144 камбоджийца. Согласно приказу министерства образования С 1967 года обучение в лицее (как и в остальных образовательных учреждениях страны) было полностью переведено на кхмерский язык.
В годы правления генерала Лон Нола школа дважды меняла название: после провозглашения Кхмерской Республики в 1970 году она была переименована в Лицей 9 октября (кхмер. វិទ្យាល័យ៩តុលា), а с 1974 году — в Среднюю школу Пномдаунпень (кхмер. វិទ្យាល័យ ភ្នំដូនពេញ). После прихода к власти Красных Кхмеров в 1975 году школа была закрыта и переоборудована под армейский склад. Весь персонал, преподаватели и учащиеся были отправлены в трудовые коммуны, где погибали от болезней, голода и непосильного труда. Некоторые из них становились жертвами Красных Кхмеров, которые рассматривали всех образованных людей в качестве потенциальных врагов режима.
После вьетнамской интервенции и свержения Красных Кхмеров в 1979 году власти Народной республики Кампучия стали постепенно возобновлять работу школы. Лицей был официально открыт 21 января 1980 года как Школа Пномдаунпень. После восстановления монархии в 1993 году руководство школы обратилось к министерству образования с просьбой вернуть учебному заведению историческое название — Лицей Сисовата.

## Известные выпускники
- Иенг Сари
- Иенг Тирит
- Кхиеу Сампхан
- Кхиеу Поннари
- Нгуен Тхи Бинь
- Нородом Монинеат Сианук
- Нород Юванеат
- Салот Сар
- Сам Рейнгси
- Нхек Тиулонг